# Rosa Varela
Rosa Varela (N. Ganfei, Valença do Minho, 188? – Vila Nova de Cerveira, ?) foi uma poetisa e prosadora. Foi professora do ensino primário oficial e completou em 1904 o curso do magistério na Escola Normal de  Braga Foi professoa em algumas escolas do Alto minho, fixando-se em Loivo, Vila Nova de Cerveira. 
Estreia literariamente em 1913, com uma obra de prosa e verso, com essencias de ultra-romantismo. Autora de Revoadas, livro de versos, e do romance Flor das Campas; Ondas do Minho (1913), prosa e verso; Harpa da Tumba, prosa e verso, 1915; no Instituto Historico do Minho, prosa e verso, 1920; Cronicas e Agradecimentos, prosa, 1921; e Bando Disperso, poemas, 1963.